# Hans-Jürgen Wagner
Hans-Jürgen Wagner (* 1. Dezember 1941 in Sommerfeld/Niederlausitz) ist ein ehemaliger deutscher Politiker der CDU. Er  war Mitglied des Thüringer Landtags in der 1. Wahlperiode 1990–1994. 
Wagner legte 1960 sein Abitur in Rudolstadt ab. Er studierte Physik an der Friedrich-Schiller-Universität in Jena und schloss das Studium 1965 mit dem Diplom ab. Anschließend war Wagner Aspirant und wissenschaftlicher Assistent an der Universität. 
1971 wurde er zum Dr. rer. nat. promoviert. Danach wurde er Gruppenleiter im Forschungszentrum Carl-Zeiss-Jena.
Wagner ist seit 1990 Mitglied der CDU, er ist evangelisch, verheiratet und hat zwei Kinder. Er wurde Mitglied und Alter Herr der 1990 gegründeten Burschenschaft Jenensia zu Jena.